# 防衛白書
防衛白書（ぼうえいはくしょ）は、日本の防衛省（旧防衛庁）が毎年刊行している白書である。防衛政策の基本理念について日本国民の理解を求めるために作成されている。

## 概要
防衛省の防衛政策や、政府の近隣諸国への認識を把握できる一次資料である。
日本の防衛の根幹となる日米関係、近隣諸国（主に韓国、北朝鮮、中国、ロシア）などの軍事動向、自衛隊海外派遣など自衛隊の国内外の活動や隊員の声を記載したコラム、防衛政策の提言などを主に行っている。
特に近年では北朝鮮の動向を注視しており、テポドン（弾道ミサイル）の発射などを強く非難している。また、中国に対しても軍事費などに関しての透明性を求めている。
なお、1970年（昭和45年）及び1976年（昭和51年）以降に刊行された白書は防衛省のウェブサイトでも公開されている。ただし、著作権上の理由から、通信社・新聞社提供の写真は、書籍のみの掲載となっている。

## 変遷
1970年（昭和45年）10月に中曽根康弘防衛庁長官時に初刊が発行された。初版の表題は「日本の防衛-防衛白書-」である。
1976年（昭和51年）に第2刊が「防衛白書」として発行となり以降毎年発行されている。
2000年（平成15年）からは「防衛白書」や「日本の防衛」をそれぞれ表題/副題として発行されている。
2019年（令和元年）度では、山本朋広防衛副大臣の発案により、同年度防衛白書の読書感想文コンクールが実施された。当初は山本副大臣の非公式企画（表彰のみ）であったが、河野太郎防衛大臣の許可により、防衛省公式企画として実施された。受賞者には富士総合火力演習・自衛隊音楽まつりのチケットや、最優秀賞受賞者には防衛副大臣のチャレンジコイン等が進呈されるという。
2020年（令和2年）度では、「北朝鮮は、極めて速いスピードで弾道ミサイル開発を継続的に進めてきており、わが国を射程に収めるノドンやスカッドERといった弾道ミサイルに核兵器を搭載してわが国を攻撃する能力を既に保有しているとみられる」と記述した。白書は2019年までも、日本を奇襲的に弾道ミサイルで攻撃できる能力などに言及していたが、日本を核攻撃できるミサイル能力について指摘したのは初めてとなった。
2020年度版は、新型コロナウイルスの感染が拡大する中、中国が引き続き海洋進出を活発させているほか、偽情報の流布を含む宣伝工作を行っているとの指摘があると警戒感を示した。
2021年度版は、若者への浸透を図るためそれまで装備品の写真だった表紙を西元祐貴による騎馬武者の墨絵とした。

## 他国
- 中華人民共和国：新時代的中国国防：中華人民共和億国務院新聞辯公室
- アメリカ合衆国：Secretary of Defense Annual Reports：アメリカ合衆国国防総省